# 威廉·弗雷德里克·丹寧

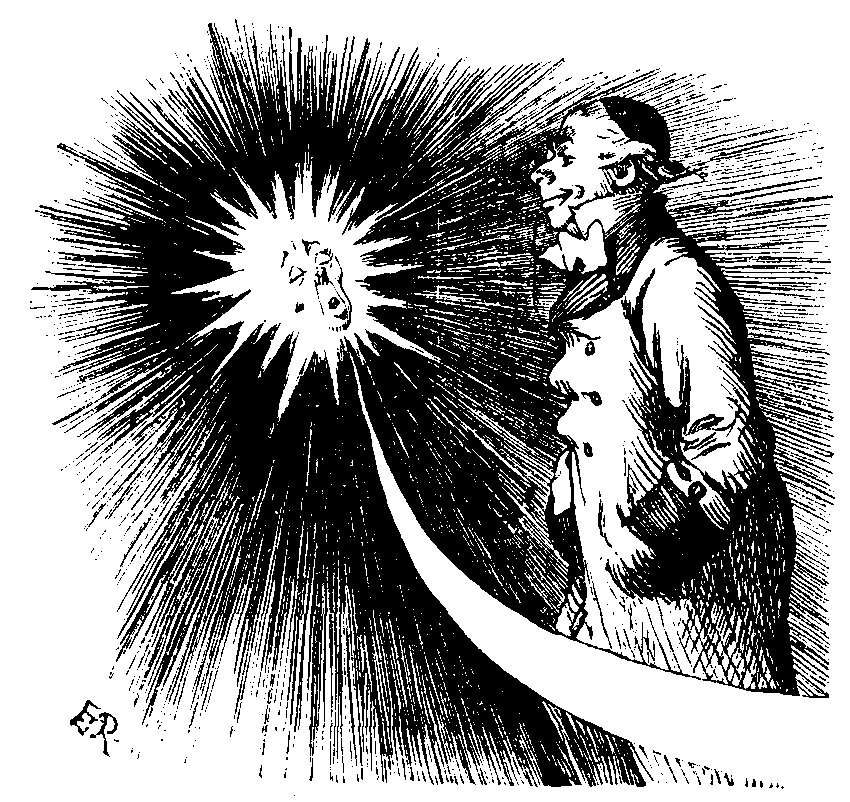
1892年4月9日《笨拙》雜誌刊出的慶祝丹寧發現彗星的漫畫。同年3月18日（星期五）泰晤士报對丹寧的發現評論為「小而微弱的彗星」。

威廉·弗雷德里克·丹寧（英語：William Frederick Denning，1848年11月25日—1931年6月9日），英國天文學家，雖然他沒有受過天文專業教育，卻在天文學上取得了一定的成就。
丹寧致力於搜尋彗星，並發現了週期彗星丹寧－藤川彗星和迷蹤彗星D/1894 F1。後者是在喬治·阿爾科克發現新的彗星以前最後一個在英國本土發現的彗星
丹寧對流星體和新星也有研究，並發現了1920年天鵝座新星。

## 獲得獎項與榮譽
- 1898年英國皇家天文學會金質獎章[4]
- 月球上的丹寧環形山
- 火星上的丹寧撞擊坑

## 外部連結
- 威廉·弗雷德里克·丹寧收錄於維基文庫中的作品
- Telescopic work for starlight evenings Cornell University Library Historical Monographs Collection.